# Bagumbayan
Bagumbayan è una municipalità di terza classe delle Filippine, situata nella Provincia di Sultan Kudarat, nella regione di Soccsksargen.
Bagumbayan è formata da 19 baranggay:
- Bai Sarifinang
- Biwang
- Busok
- Chua
- Daguma
- Daluga
- Kabulanan
- Kanulay
- Kapaya
- Kinayao
- Masiag
- Monteverde
- Poblacion
- Santo Niño
- Sison
- South Sepaka
- Sumilil
- Titulok
- Tuka